# Публій Корнелій Сципіон Азіатік
Пу́блій Корне́лій Сципіо́н Азіа́тік (лат. Publius Cornelius Scipio Asiaticus; 41 — після 68) — політичний діяч ранньої Римської імперії, консул-суффект 68 року.

## Життєпис
Походив з патриціанського роду Корнеліїв, його гілки Лентулів, за жіночої лінією також із гілки Сципіонів. Син Публія Корнелія Лентула Сципіона, консула-суфекта 24 року, та Поппеї Сабіни, доньки Гая Поппея Сабіна, консула 9 року.
Народився під час азійського проконсульства батька, у зв'язку з чим й отримав свій агномен. Про молоді роки Азіатіка мало відомостей. У жовтні—грудні 68 року обіймав посаду консула-суффекта, раніше терміну, можливого за його віком. Вочевидь не відігравав суттєвої ролі у політичному житті й після консульської каденції не займав значних посад в імперії.
З того часу про подальшу долю Публія Корнелія відомостей немає.